# Liste der Baudenkmäler in Kreuzwertheim
Auf dieser Seite sind die Baudenkmäler in dem unterfränkischen Markt Kreuzwertheim zusammengestellt. Diese Tabelle ist eine Teilliste der Liste der Baudenkmäler in Bayern. Grundlage ist die Bayerische Denkmalliste, die auf Basis des Bayerischen Denkmalschutzgesetzes vom 1. Oktober 1973 erstmals erstellt wurde und seither durch das Bayerische Landesamt für Denkmalpflege geführt wird. Die folgenden Angaben ersetzen nicht die rechtsverbindliche Auskunft der Denkmalschutzbehörde.

## Ortsbefestigung
Von der Ortsbefestigung Kreuzwertheims sind zwei Rundtürme erhalten.

| Lage                     | Objekt   | Beschreibung                                                                      | Akten-Nr.    | Bild           |
| ------------------------ | -------- | --------------------------------------------------------------------------------- | ------------ | -------------- |
| Hauptstraße 1 (Standort) | Rundturm | mit vorkragendem Zinnenkranz, Bruchsteinmauerwerk mit Putzresten, 16. Jahrhundert | D-6-77-151-5 | weitere Bilder |
| Pfarrgasse (Standort)    | Rundturm | mit vorkragendem Zinnenkranz, Bruchsteinmauerwerk mit Putzresten, 16. Jahrhundert | D-6-77-151-5 | weitere Bilder |

## Baudenkmäler nach Gemeindeteilen

### Kreuzwertheim
| Lage                                                                              | Objekt                                                 | Beschreibung | Akten-Nr.     | Bild                    |
| --------------------------------------------------------------------------------- | ------------------------------------------------------ | --- | ------------- | ----------------------- |
| Hauptstraße 4 (Standort)                                                          | Wohn- und Geschäftshaus                                | zweigeschossiger Krüppelwalmdachbau mit verputztem Fachwerkobergeschoss und Bäckerzunftzeichen in Ecklage, bezeichnet 1832, Erdgeschoss teilweise verändert | D-6-77-151-6  | Wohn- und Geschäftshaus |
| Hauptstraße 12 (Standort)                                                         | Fachwerkbau                                            | Zweigeschossig, verputzt, mit vorkragendem Obergeschoss und Satteldach, 17. Jahrhundert | D-6-77-151-39 | BW                      |
| Hauptstraße 16 (Standort)                                                         | Wohnhaus                                               | zweigeschossiger verputzter Fachwerkbau mit Fenstererker und Satteldach in Ecklage, bezeichnet 1589, Erdgeschoss teilweise verändert | D-6-77-151-7  | weitere Bilder          |
| Hauptstraße 37 (Standort)                                                         | Schloss                                                | Corps de logis, langgestreckter zweigeschossiger Mansarddachbau mit geschweiften Zwerchgiebeln, Putzfassade mit Sandsteingliederungen, barock, bezeichnet 1736, Veränderung besonders im Dachbereich durch Blendgiebel, Neorenaissance, 2. Hälfte 19. Jahrhundert, nördlicher zweigeschossiger Eckbau mit Walmdach, bezeichnet 1569, später verändert | D-6-77-151-9  | weitere Bilder          |
| Hauptstraße 37 (Standort)                                                         | Schlossparkmauer                                       | mit zum Teil vermauerten Pfeilerportalen und Balustrade, Sandstein, 18./19. Jahrhundert | D-6-77-151-9  | weitere Bilder          |
| Kirchplatz (Standort)                                                             | Kreuz                                                  | vermutlich Marktkreuz, hoher gemauerter Rundsockel mit Metallkreuz, Sandstein und Schmiedeeisen, bezeichnet 1647, wohl mittelalterlichen Ursprungs (erneuert) | D-6-77-151-14 | Kreuz                   |
| Kirchplatz 2 (Standort)                                                           | Evang.-Luth. Pfarrkirche zum Heiligen Kreuz            | Saalkirche mit eingezogenem Rechteckchor und seitlichem Chorflankenturm mit welscher Haube und Laterne, Langhaus im Kern romanisch, 12./13. Jahrhundert, Chor bezeichnet 1443, Turm im Kern frühgotisch, 13. /14. Jahrhundert, nachgotische Turmaufstockung 1600, Umbau, barock 1753; mit Ausstattung                                                 | D-6-77-151-10 | weitere Bilder          |
| Kirchplatz 2 (Standort)                                                           | Kirchhofmauer                                          | mit Rundbogenportal, romanisch, 12./13. Jahrhundert | D-6-77-151-10 | weitere Bilder          |
| Kirchplatz 2 (Standort)                                                           | zwei Steinkreuze                                       | mit Ritzzeichnungen, Sandstein, wohl spätmittelalterlich | D-6-77-151-10 | zwei Steinkreuze        |
| Kirchplatz 4 (Standort)                                                           | Wohnhaus                                               | freistehender zweigeschossiger Fachwerkbau mit Satteldach und Anbau, 1546d, verändert 1696 | D-6-77-151-12 | weitere Bilder          |
| Kirchplatz 4 (Standort)                                                           | Scheune                                                | Bruchsteinbau mit Satteldach, 17. Jahrhundert | D-6-77-151-12 | weitere Bilder          |
| Kirchplatz 4 (Standort)                                                           | Hofmauer                                               | 17. Jahrhundert | D-6-77-151-12 | weitere Bilder          |
| Kirchplatz 8 (Standort)                                                           | Wohnhaus                                               | zweiflügeliger zweigeschossiger Walmdachbau mit Zierfachwerkobergeschoss in Ecklage, im Kern um 1600 | D-6-77-151-13 | weitere Bilder          |
| Kreisstraße MSP 32, Ortsausgang gegen Röttbach ()                                 | Steinkreuz                                             | nicht nachqualifiziert, im Bayerischen Denkmal-Atlas nicht kartiert | D-6-77-151-24 | Steinkreuz              |
| Maingasse 4, 8 (Standort)                                                         | Wohnhaus                                               | zweigeschossiger Satteldachbau mit verputztem Fachwerkobergeschoss, 17./18. Jahrhundert, Erdgeschoss teilweise verändert | D-6-77-151-17 | weitere Bilder          |
| Maingasse 11 (Standort)                                                           | Wohnhaus                                               | freistehender zweigeschossiger verputzter Mauerwerksbau mit Mansarddach, 18. Jahrhundert | D-6-77-151-40 | weitere Bilder          |
| Nähe Lengfurter Straße (Standort)                                                 | Friedhof                                               | mit Grabsteinen des 19./20. Jahrhundert | D-6-77-151-15 | BW                      |
| Nähe Lengfurter Straße (Standort)                                                 | Friedhofskreuz                                         | Sandstein, bezeichnet 1868 | D-6-77-151-15 | Friedhofskreuz          |
| Nähe Lengfurter Straße (Standort)                                                 | Grabstätte der Fürsten Löwenstein-Wertheim-Freudenberg | Umzäuntes Areal mit teilweise figürlichen Grabsteinen, Stein und Schmiedeeisen, 19./20. Jahrhundert | D-6-77-151-15 | BW                      |
| Nähe Lengfurter Straße (Standort)                                                 | Grabstätte des Dichters Ludwig Storch                  | Sandstein mit Marmor-Portraimedaillon, bezeichnet 1881 | D-6-77-151-15 | BW                      |
| Nebengäulsgasse 2 (Standort)                                                      | Wohnhaus                                               | zweigeschossiger Satteldachbau mit Fachwerkobergeschoss und erkerartigem zweigeschossigem Giebelvorbau mit Fachwerkobergeschoss, 16./17. Jahrhundert, erneuert | D-6-77-151-18 | Wohnhaus                |
| Nebengäulsgasse 9 (Standort)                                                      | Inschriftstein                                         | Steinpfosten mit Inschrift, Sandstein, bezeichnet 1631 | D-6-77-151-19 | Inschriftstein          |
| Nebenpfarrgasse (Standort)                                                        | Ziehbrunnen                                            | runde Brunnenbrüstung mit zwei Pfeilern und vorhangbogigem Sturz, Sandstein, Frührenaissance, bezeichnet 1568, erneuert | D-6-77-151-8  | Ziehbrunnen             |
| Rathausgasse 1 (Standort)                                                         | Wohnhaus                                               | eingeschossiger Satteldachbau, verputztes Fachwerk, 17. /18. Jahrhundert | D-6-77-151-16 | Wohnhaus                |
| Rathausgasse 3 (Standort)                                                         | Wohnhaus                                               | freistehender zweigeschossiger Satteldachbau mit geohrten Sandsteinrahmungen und Drempel, 18./19. Jahrhundert | D-6-77-151-20 | Wohnhaus                |
| Rathausgasse 5 (Standort)                                                         | Adelshof                                               | Fürstlich Löwenstein-Wertheim´sches Weingut; Wohnhaus, zweigeschossiger Satteldachbau mit Treppengiebeln, Putzfassade mit profilierten Sandsteinrahmungen, Renaissance, bezeichnet 1594 | D-6-77-151-21 | weitere Bilder          |
| Rathausgasse 14 (Standort)                                                        | Gartenmauer                                            | und Türsturz mit gesprengtem Segmentgiebel und Pinienzapfenaufsatz, Sandstein, 18./19. Jahrhundert | D-6-77-151-22 | Gartenmauer             |
| Am Untern Römberg, Bettinger Berg, Der untere Römberg, Reinsteinerholz (Standort) | Eisenbahntunnel                                        | Drei Tunnelportale (Lage) (Lage) der ehemals königlich bayerischen Eisenbahnlinie Lohr-Wertheim am Kaffelstein und Bettenberg, rustizierte Sandsteinfassaden mit bossierten Seiten und Kranzgesims sowie parabelbogige Durchfahrten mit Löwenkopfschlusssteinen, Historismus, bez. 1881                                                               | D-6-77-151-41 | weitere Bilder          |

### Röttbach
| Lage                                   | Objekt                                           | Beschreibung | Akten-Nr.     | Bild |
| -------------------------------------- | ------------------------------------------------ | --- | ------------- | ---- |
| Am Unterwittbacher Weg (Standort)      | Wegkreuz                                         | unter zwei Bäumen, Inschriftsockel mit Kruzifix, Sandstein, 19. Jahrhundert | D-6-77-151-26 | BW   |
| Nähe Unterwittbacher Straße (Standort) | Friedhof                                         | mit Grabsteinen, 19./20. Jahrhundert | D-6-77-151-27 | BW   |
| Nähe Unterwittbacher Straße (Standort) | Friedhofskreuz                                   | Inschriftsockel mit Kruzifix, Sandstein und Kalkstein, romanisierend, bezeichnet 1892 | D-6-77-151-27 | BW   |
| Petersgasse; Schustergasse (Standort)  | Bildstock                                        | Sockel mit Säule und geschweiftem Nischenaufsatz mit Kreuzbekrönung, Sandstein, bezeichnet 1697, teilweise erneuert | D-6-77-151-25 | BW   |
| Röttbacher Straße 32 (Standort)        | Gasthaus Krone                                   | zweigeschossiger Krüppelwalmdachbau mit Fachwerkobergeschoss, 18./19. Jahrhundert | D-6-77-151-1  | BW   |
| Röttbacher Straße 38 (Standort)        | Katholische Kuratiekirche St. Antonius von Padua | dreischiffige Basilika mit eingezogenem Dreiseitchor und Satteldach, seitlicher Turm mit welscher Haube, Putzmauerwerk mit Sandsteingliederungen, barocker Chor bezeichnet 1792, neobarockes Langhaus mit Turm 1927; mit Ausstattung | D-6-77-151-2  | BW   |
| Röttbacher Straße 44 (Standort)        | Ehemaliges Schulhaus                             | zweigeschossiger Walmdachbau, Putzmauerwerk mit Sandsteingliederung, Heimatstil, bezeichnet 1921 | D-6-77-151-3  | BW   |
| Röttbacher Straße 61 (Standort)        | Wohnhaus                                         | eingeschossiges Fachwerkhaus mit Satteldach in Ecklage, 18. Jahrhundert | D-6-77-151-4  | BW   |

### Unterwittbach
| Lage                                           | Objekt                             | Beschreibung | Akten-Nr.      | Bild |
| ---------------------------------------------- | ---------------------------------- | --- | -------------- | ---- |
| Am Rain (Standort)                             | Bildstock                          | Tischsockel mit Säule und Tonnendach-Nischenaufsatz mit Kreuzbekrönung, Sandstein, 19. Jahrhundert, weitgehend erneuert | D-6-77-151-31  | BW   |
| An der Heeg (Standort)                         | Bildstock                          | Tischsockel mit Pfeiler und Tonnendach-Nischenaufsatz, Sandstein, 18./19. Jahrhundert, Aufsatz erneuert | D-6-77-151-30  | BW   |
| Erbsschlag, Waldabteilung Obere Häg (Standort) | Sandsteinkreuz                     | nicht nachqualifiziert, im Bayerischen Denkmal-Atlas nicht kartiert | D-6-77-154-113 | BW   |
| Erbsschlag (Standort)                          | Bildstock                          | Sockel mit Postament und Pfeiler sowie Reliefaufsatz 'Christus am Ölberg', Sandstein, bez. 1680 | D-6-77-151-48  | BW   |
| Nähe Kirchweg (Standort)                       | Bildstock                          | Inschriftsockel mit Pfeiler und Tonnendach-Nischenaufsatz mit Kreuzbekrönung, Sandstein, 18./19. Jahrhundert | D-6-77-151-29  | BW   |
| Kirchweg 4 (Standort)                          | Katholische Pfarrkirche St. Markus | Saalkirche mit fluchtendem Dreiseitchor und Satteldach, seitlicher Turm mit welscher Haube und Laterne, Putzmauerwerk mit Sandsteinrahmungen, barockes Langhaus 1683–84, neubarocker Turm um 1900, Sakristei bezeichnet 1934; mit Ausstattung | D-6-77-151-28  | BW   |
| Kirchweg 4 (Standort)                          | St. Nepomukstatue                  | geschweiftes Inschriftpostament mit Nepomuk-Figur, Sandstein bezeichnet 1744 | D-6-77-151-28  | BW   |
| Schlag (Standort)                              | Bildstock                          | monolithischer Pfeiler mit Kielbogen-Nischenaufsatz über Tischsockel, Sandstein, gotisierend, 19. Jahrhundert | D-6-77-151-32  | BW   |
| Sandspitze (Standort)                          | Prozessionsaltar                   | geschweifter Inschrift-Stipes und Nischenaufsatz mit Schweifgiebel, Sandstein, barocker Stipes bezeichnet 1775, Aufsatz erneuert | D-6-77-151-33  | BW   |

### Wiebelbach
| Lage                        | Objekt         | Beschreibung | Akten-Nr.     | Bild |
| --------------------------- | -------------- | --- | ------------- | ---- |
| Auf der Sohl (Standort)     | Bildstock      | Sockel mit Postament und Säule mit Nischenaufsatz, Sandstein, bezeichnet 1677, weitgehend erneuert                                           | D-6-77-151-38 | BW   |
| Bauernwiesen (Standort)     | Bildhäuschen   | Tischsockel mit Satteldach-Nischenaufsatz, Sandstein, bezeichnet wohl 1879                                                                   | D-6-77-151-35 | BW   |
| Brunnenstraße 17 (Standort) | Wohnhaus       | traufständiger zweigeschossiger Satteldachbau mit verputztem Fachwerkobergeschoss und hohem Kellersockel mit Freitreppe, 17./18. Jahrhundert | D-6-77-151-34 | BW   |
| Holzäcker (Standort)        | Bildstock      | Postament mit Säule und Tonnendach-Nischenaufsatz mit Kreuzbekrönung, Sandstein, bezeichnet 1676                                             | D-6-77-151-37 | BW   |
| Schulbachweg ()             | Wegkreuz       | nicht nachqualifiziert, im Bayerischen Denkmal-Atlas nicht kartiert                                                                          | D-6-77-151-36 |      |
| Schulbach (Standort)        | Sandsteintisch | einfache Tischkonstruktion mit Stipes und Platte, Sandstein, neuzeitlich                                                                     | D-6-77-151-23 | BW   |

### Ehemalige Baudenkmäler
| Lage                                     | Objekt   | Beschreibung                                                                 | Akten-Nr.     | Bild |
| ---------------------------------------- | -------- | ---------------------------------------------------------------------------- | ------------- | ---- |
| Kreuzwertheim Rathausgasse 14 (Standort) | Hofmauer | mit zwei Torbögen und einer Pforte, unverputzter Bruchstein, bezeichnet 1662 | D-6-77-151-22 | BW   |
| Kreuzwertheim Rathausgasse 14 (Standort) | Scheune  | Bruchsteinbau mit Satteldach und steinernen Torangeln, 18./19. Jahrhundert   | D-6-77-151-22 | BW   |